# Atelopus vogli
Atelopus vogli és una espècie d'amfibi de Veneçuela possiblement extinta.